# Agostino Straulino
Agostino Straulino (10 de octubre de 1914-14 de diciembre de 2004) fue un deportista italiano que compitió en vela en la clase Star.
Participó en cinco Juegos Olímpicos de Verano entre los años 1948 y 1964, obteniendo dos medallas, oro en Helsinki 1952 y plata en Melbourne 1956, ambas en la clase Star. Ganó seis medallas en el Campeonato Mundial de Star entre los años 1939 y 1956, y diez medallas en el Campeonato Europeo de Star entre los años 1938 y 1959.

## Palmarés internacional
| Juegos Olímpicos   | Juegos Olímpicos      | Juegos Olímpicos  | Juegos Olímpicos |
| Año                | Lugar                 | Medalla           | Clase            |
| ------------------ | --------------------- | ----------------- | ---------------- |
| 1952               | Helsinki (Finlandia)  | Medalla de oro    | Star             |
| 1956               | Melbourne (Australia) | Medalla de plata  | Star             |
| Campeonato Mundial |                       |                   |                  |
| Año                | Lugar                 | Medalla           | Clase            |
| 1939               | Kiel (Alemania)       | Medalla de plata  | Star             |
| 1948               | Cascaes (Portugal)    | Medalla de plata  | Star             |
| 1952               | Cascaes (Portugal)    | Medalla de oro    | Star             |
| 1953               | Nápoles (Italia)      | Medalla de oro    | Star             |
| 1954               | Cascaes (Portugal)    | Medalla de bronce | Star             |
| 1956               | Nápoles (Italia)      | Medalla de oro    | Star             |
| Campeonato Europeo |                       |                   |                  |
| Año                | Lugar                 | Medalla           | Clase            |
| 1938               | ND                    | Medalla de oro    | Star             |
| 1949               | ND                    | Medalla de oro    | Star             |
| 1950               | ND                    | Medalla de oro    | Star             |
| 1951               | ND                    | Medalla de oro    | Star             |
| 1952               | ND                    | Medalla de oro    | Star             |
| 1953               | ND                    | Medalla de oro    | Star             |
| 1954               | ND                    | Medalla de oro    | Star             |
| 1955               | ND                    | Medalla de oro    | Star             |
| 1956               | ND                    | Medalla de oro    | Star             |
| 1959               | ND                    | Medalla de oro    | Star             |